# Подвійний вижим зчеплення (техніка)
Подвійний вижим зчеплення — це метод перемикання передач, який використовується переважно для транспортних засобів з механічною коробкою передач без синхронізаторів, таких як комерційні вантажівки та спеціальні автомобілі. Хоча подвійний вижим зчеплення  не є необхідним у транспортному засобі із синхронізаторами, ця техніка може бути корисною для плавного перемикання на нижчу передачу з метою швидшого прискорення, і, якщо це зроблено правильно, вона запобігає зносу синхронізаторів, які вирівнюють швидкості обертання валів трансмісії.
За допомогою цього методу замість того, щоб один раз натиснути на педаль зчеплення й одразу перемикатися на іншу передачу, водій спочатку переводить коробку передач у нейтральне положення, а потім перемикає на наступну передачу. Педаль зчеплення натискається і відпускається при кожній зміні.

## Історія
До впровадження синхронізаторів трансмісії в 1920-х роках подвійне зчеплення було технікою, необхідною для запобігання пошкодженням зубчастих коліс під час перемикання передач. Через складність і часто непотрібну надлишковість, у поєднанні з появою синхронізованих систем передач, подвійний вижим зчеплення в основному вийшов з ужитку на легкових автомобілях. Однак багато тягачів все ще постачаються з несинхронізованою коробкою передач, яка потребує використання техніки подвійного зчеплення.
У несинхронізованій коробці передач із нейтраллю між передачами типове перемикання фактично включає два перемикання передач: одне на нейтральну передачу, а потім на потрібну.  Під час будь-якого перемикання передач від’єднання компонентів приводу за допомогою зчеплення розвантажує силові компоненти двигуна та трансмісії. Використовуючи зчеплення для кожного виходу з передачі, а потім увімкнення, кожен цілий перехід відбувається з подвійним вижимом зчепленням.  Через відсутність нейтрального положення подвійне зчеплення неможливе для послідовного перемикання передач, як у випадку з повністю секвентальною коробкою передач, яка використовується в мотоциклах і гоночних автомобілях.
Техніка подвійного вижиму зчеплення передбачає наступні етапи:
- Педаль газу (дросель) відпускається, педаль зчеплення натискається і коробка передач перемикається в нейтральне положення.
- Потім відпускається педаль зчеплення, водій налаштовує оберти двигуна на швидкість передачі або за допомогою дросельної заслінки (при перемиканні на нижчу передачу), або чекаючи, поки оберти двигуна зменшаться (при перемиканні на вищу передачу) до швидкості, яка підходить для наступної передачі.
- У той момент, коли оберти між вхідним валом (тобто обороти двигуна) і передач точно збігаються, водій знову натискає на зчеплення, перемикає на наступну передачу і відпускає зчеплення.

Незважаючи на те, що техніка подвійного вижиму зчеплення часто є обов’язковою умовою тестування для отримання посвідчення комерційного водія, багато водіїв вантажівок навчаються перемикати передачі без використання зчеплення. Це називається плаваючими передачами або плаваючим перемиканням, коли зчеплення потрібне лише під час рушання з місця та зупинки. Однак виробники несинхронних коробок передач, такі як Eaton , не рекомендують такі перемикання, оскільки це призводить до додаткового зносу шестерень.
Подвійний вижим зчеплення може бути складним для освоєння, оскільки він вимагає від водія відчуття швидкості транспортного засобу та точного натискання педалі акселератора; вага транспортного засобу та нахил дороги є важливими факторами, оскільки вони впливають на прискорення або уповільнення автомобіля.
Іноді водії вантажівок використовують гальма двигуна, щоб допомогти узгодити оберти двигуна та передачі. Найпоширенішою ситуацією є завантажений автомобіль, який не має розділених передач або половинних передач у нижньому діапазоні, починаючи з передач 1–4. У цьому випадку особливо складно, а часом і неможливо потрапити з 1 на 2, а іноді навіть з 2 на 3, стартуючи з гори. Проблема полягає в тому, що коли оберти двигуна впадуть настільки, щоб можна було перемикатися на вищу передачу, транспортний засіб занадто сповільниться або, можливо, навіть зупиниться, унеможливлюючи перемикання передач. Гальма двигуна, які на деяких моделях можуть бути налаштовані на різну інтенсивність (уповільнюють змінну кількість циліндрів двигуна), дозволяють перемикатися шляхом зниження обертів двигуна досить швидко, щоб увійти на вищу передачу, перш ніж автомобіль надто сповільниться. Ця техніка, вимагає високих навичок і практики перемикання передач без зчеплення, і зазвичай не рекомендується водіям вантажівок, оскільки помилки можуть пошкодити трансмісію. 

## Теорія
Метою техніки подвійного вижиму зчеплення є полегшення узгодження швидкості обертання вхідного вала, що приводиться в рух двигуном, до швидкості обертання передачі, яку водій хоче вибрати. Вихідний вал у коробці передач приводиться в рух безпосередньо колесами, що обертаються, і кожен набір передач має різне передаточне число. Тому в п’ятиступінчастій коробці передач при їзді на четвертій передачі три нижчі передачі не задіяні, обертаючись на трьох різних, проте більших швидкостях, а одна вища передача обертається з нижчою швидкістю, ніж вхідний вал. Для перемикання на нижчу передачу необхідно вимкнути четверту передачу, не залишаючи жодної шестерні, з’єднаної з вхідним валом. Це нейтральне положення, і вхідний вал та шестерні мають бути розкручені так, щоб швидкість вихідного вала та нижчої передачі, які водій бажає вибирати, збігалися достатньо довго, щоб кулачкова муфта зчепила їх разом. Коли швидкості узгоджені, передача вмикатиметься плавно, і зчеплення не потрібне. Якщо швидкості не співпадають, зубці шестерні та на муфті будуть «стикатися» або скреготіти, коли вони намагатимуться потрапити в отвори на потрібній передачі.
Сучасна синхронізована коробка передач забезпечує цю синхронізацію ефективніше. Однак коли частота обертання двигуна значно відрізняється від частоти обертання трансмісії, бажана передача часто не може бути включена навіть у повністю синхронізованій коробці передач. Прикладом може бути спроба перемикатися на передачу під час руху поза межами швидкості або напрямку передачі, наприклад, випадково перейти на першу з верхньої частини другої або навмисно перейти з заднього ходу на передню передачу, все ще рухаючись заднім ходом. Подвійний вижим зчеплення, хоча займає трохи більше часу, полегшує перемикання передач у разі тривалої затримки або розбіжності між швидкостями двигуна та коробки передач, а також зменшує знос синхронізаторів (або опорних кілець), які самі по собі є латунними конусними зчепленнями та слабо зношуються, коли використовуються для вирівнювання обертів трансмісії з обертами на виході.